# Синтијана (Кентаки)
Синтијана (енгл. Cynthiana) град је у америчкој савезној држави Кентаки.

## Демографија
По попису из 2010. године број становника је 6.402, што је 144 (2,3%) становника више него 2000. године.
| Група             | 2000.         | 2010.         |
| Белци             | 5.751 (91,9%) | 5.820 (90,9%) |
| Афроамериканци    | 331 (5,3%)    | 305 (4,8%)    |
| Азијати           | 11 (0,2%)     | 18 (0,3%)     |
| Хиспаноамериканци | 88 (1,4%)     | 151 (2,4%)    |
| Укупно            | 6.258         | 6.402         |